# Diocesi di Ziguinchor
La diocesi di Ziguinchor (in latino Dioecesis Ziguinchorensis) è una sede della Chiesa cattolica in Senegal suffraganea dell'arcidiocesi di Dakar. Nel 2022 contava 143.693 battezzati su 662.179 abitanti. È retta dal vescovo Jean Baptiste Valter Manga.

## Territorio
La diocesi comprende i tre dipartimenti della regione di Ziguinchor in Senegal, istituita nel 2008.
Sede vescovile è la città di Ziguinchor, dove si trova la cattedrale di Sant'Antonio di Padova.
Il territorio è suddiviso in 31 parrocchie.

## Storia
La prefettura apostolica di Ziguinchor fu eretta il 25 aprile 1939 con la bolla Ut inter infideles di papa Pio XI, ricavandone il territorio dal vicariato apostolico di Dakar (oggi arcidiocesi).
Il 10 luglio 1952 la prefettura apostolica fu elevata a vicariato apostolico con la bolla Cum optatum di papa Pio XII.
Il 14 settembre 1955 il vicariato apostolico è stato elevato a diocesi con la bolla Dum tantis dello stesso papa Pio XII.
Il 21 gennaio 1957 e il 22 dicembre 1999 ha ceduto porzioni del suo territorio a vantaggio dell'erezione rispettivamente della prefettura apostolica di Kaolack (oggi diocesi) e della diocesi di Kolda.

## Cronotassi dei vescovi
Si omettono i periodi di sede vacante non superiori ai 2 anni o non storicamente accertati.
- Joseph Faye, C.S.Sp. † (31 maggio 1939 - 19 dicembre 1946[1] dimesso)
- Prosper Paul Dodds, C.S.Sp. † (13 giugno 1947 - 15 febbraio 1966 nominato vescovo di Saint-Louis du Sénégal)
- Augustin Sagna † (29 settembre 1966 - 23 ottobre 1995 ritirato)
- Maixent Coly † (23 ottobre 1995 - 24 agosto 2010 deceduto)
- Paul Abel Mamba Diatta (25 gennaio 2012 - 4 novembre 2021 nominato vescovo di Tambacounda)[2]
  - Sede vacante (2021-2024)
- Jean Baptiste Valter Manga, dal 20 giugno 2024

## Statistiche
La diocesi nel 2022 su una popolazione di 662.179 persone contava 143.693 battezzati, corrispondenti al 21,7% del totale.
| anno | popolazione | popolazione | popolazione | presbiteri | presbiteri | presbiteri | presbiteri                | diaconi | religiosi | religiosi | parrocchie |
| anno | battezzati  | totale      | %           | numero     | secolari   | regolari   | battezzati per presbitero | diaconi | uomini    | donne     | parrocchie |
| ---- | ----------- | ----------- | ----------- | ---------- | ---------- | ---------- | ------------------------- | ------- | --------- | --------- | ---------- |
| 1950 | 19.355      | 325.000     | 6,0         | 21         | 2          | 19         | 921                       |         | 19        | 12        | 2          |
| 1969 | 40.000      | 600.000     | 6,7         | 45         | 15         | 30         | 888                       |         | 50        | 103       | 21         |
| 1980 | 50.000      | 800.000     | 6,3         | 45         | 21         | 24         | 1.111                     |         | 48        | 228       | 10         |
| 1990 | 84.039      | 1.178.157   | 7,1         | 66         | 57         | 9          | 1.273                     |         | 24        | 120       | 25         |
| 1999 | 313.700     | 1.990.170   | 15,8        | 87         | 76         | 11         | 3.605                     |         | 23        | 136       | 23         |
| 2000 | 231.793     | 804.830     | 28,8        | 85         | 72         | 13         | 2.726                     |         | 29        | 73        | 16         |
| 2001 | 91.128      | 557.606     | 16,3        | 88         | 80         | 8          | 1.035                     |         | 21        | 76        | 20         |
| 2002 | 91.510      | 557.900     | 16,4        | 90         | 82         | 8          | 1.016                     |         | 21        | 78        | 20         |
| 2003 | 91.750      | 558.000     | 16,4        | 84         | 77         | 7          | 1.092                     |         | 20        | 78        | 20         |
| 2004 | 93.750      | 562.000     | 16,7        | 88         | 81         | 7          | 1.065                     |         | 17        | 80        | 25         |
| 2010 | 108.696     | 655.465     | 16,6        | 97         | 90         | 7          | 1.120                     |         | 14        | 118       | 25         |
| 2014 | 110.325     | 523.840     | 21,1        | 113        | 106        | 7          | 976                       |         | 41        | 120       | 28         |
| 2017 | 130.000     | 581.400     | 22,4        | 105        | 90         | 15         | 1.238                     |         | 50        | 95        | 28         |
| 2020 | 140.180     | 627.220     | 22,3        | 106        | 94         | 12         | 1.322                     |         | 49        | 116       | 30         |
| 2022 | 143.693     | 662.179     | 21,7        | 107        | 97         | 10         | 1.342                     |         | 48        | 125       | 31         |